# Achrainstraße
Die Achrainstraße (L 49, im Dornbirner Ortsgebiet abschnittsweise als Stiglingen und Wälderstraße bezeichnet) ist eine Landesstraße im österreichischen Bundesland Vorarlberg. Sie verbindet auf einer Länge von etwa neuneinhalb Kilometern die Vorarlberger Straße in der Stadt Dornbirn über den namensgebenden Achrain, eine geografische Höhenlage am Eingang zum Bregenzerwald, mit der Bregenzerwaldstraße in Alberschwende.

## Straßenführung

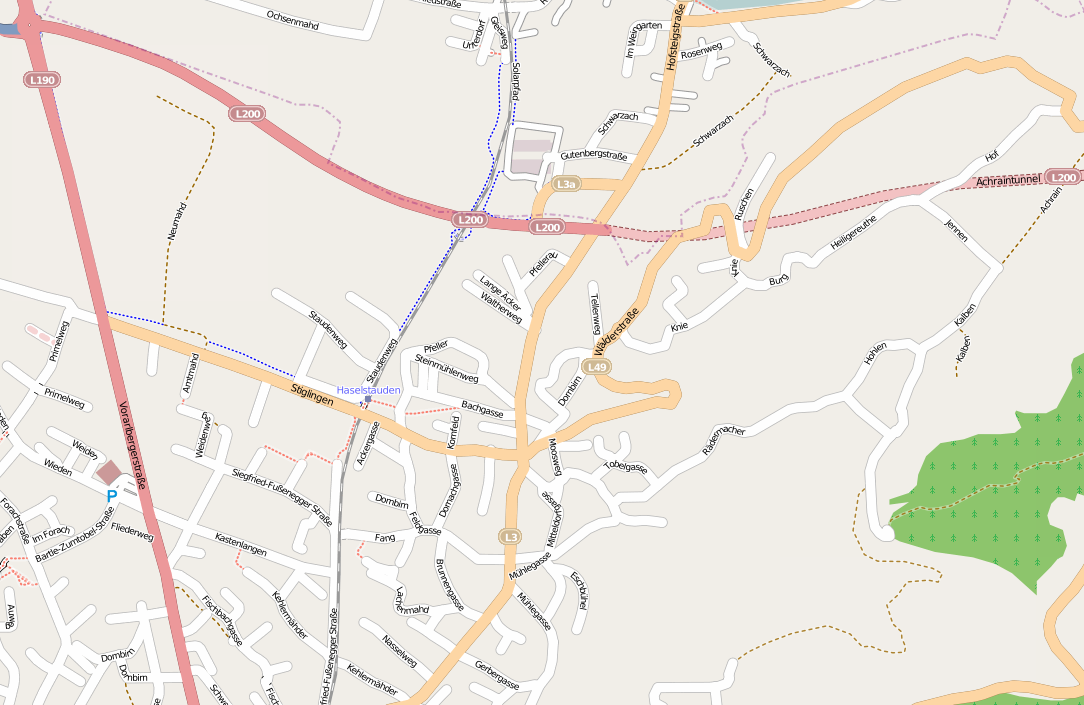
Straßenführung der Achrainstraße durch Haselstauden

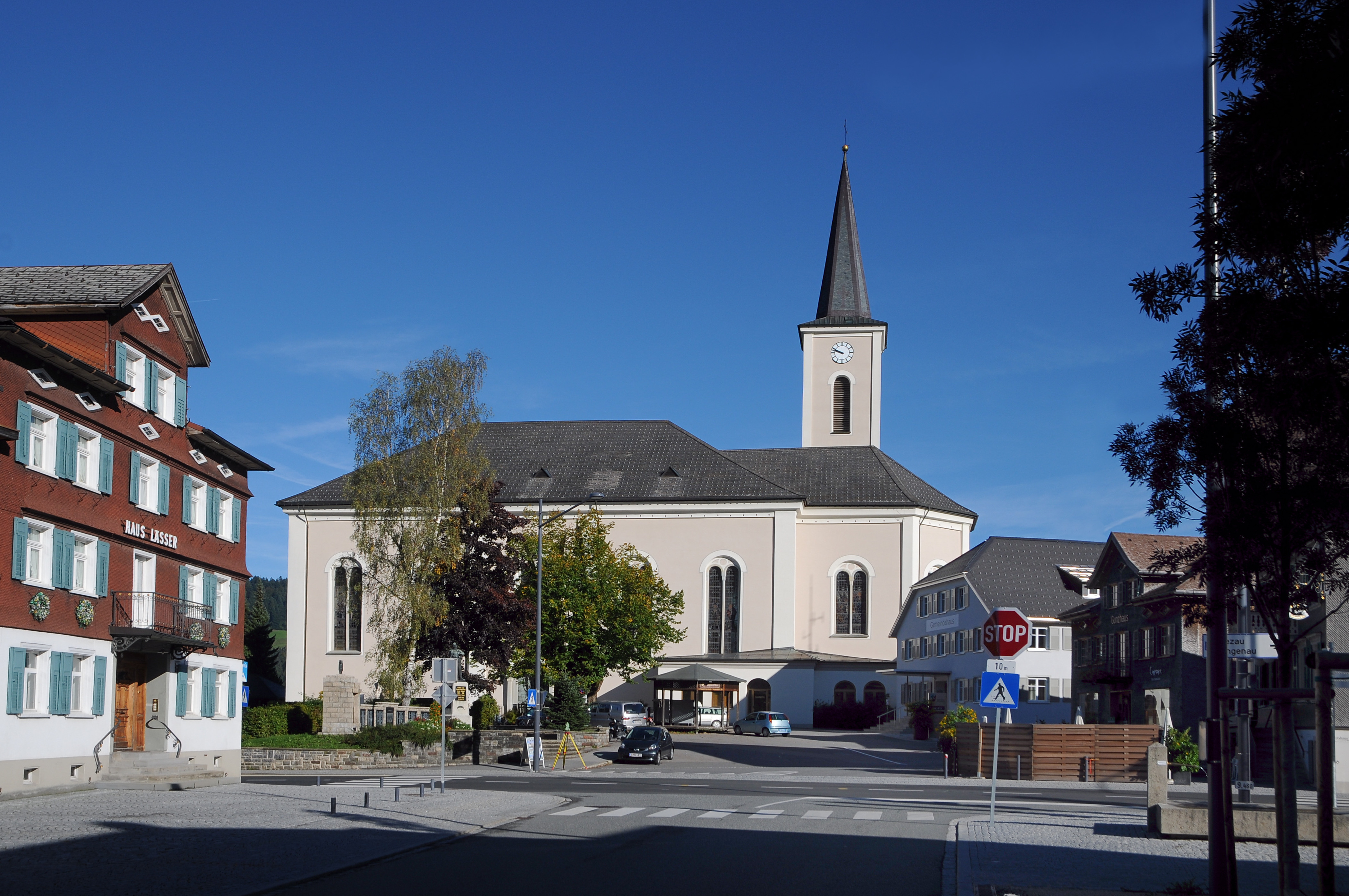
Blick auf das Alberschwender Ortszentrum, von der Achrainstraße kommend

Am nördlichen Ortsende des Dornbirner Stadtbezirks Haselstauden zweigt die Achrainstraße östlich von der Vorarlberger Straße (L 190) ab. Die Straße bildet hier gemeinsam mit dem Haselstauderbach, an dem sie entlangführt, die Grenze des dicht bebauten Dornbirner Siedlungsgebiets. Nördlich davon erstreckt sich das Ried, eine große Grünfläche zwischen Dornbirn und der Nachbargemeinde Lauterach. In diesem ersten Streckenabschnitt, in dem die Achrainstraße parallel zum direkt daneben fließenden Haselstauderbach auf einer geradlinigen Strecke geführt wird, trägt die Straße im örtlichen Straßennetz den Namen Stiglingen. Die Straße unterquert in weiterer Folge die Bahnstrecke Lindau–Bludenz direkt an der Haltestelle Haselstauden und erreicht kurz danach das Haselstauder Ortszentrum, wo sie auf die Hofsteigstraße (L 3) trifft und diese kreuzt.
Im Dornbirner Ortsstraßennetz wird die Achrainstraße von der Kreuzung in Haselstauden bis zur Stadt- und Bezirksgrenze als Wälderstraße bezeichnet (nicht zu verwechseln mit der Wälderstraße L 16 zwischen Lauterach und Wolfurt). Sie führt ab der Kreuzung mit der Hofsteigstraße ansteigend und zunehmend kurvenreich auf den Haselstauder Berg bzw. das Gebiet, das geografisch als Achrain bezeichnet wird. Der Name Achrain setzt sich wahrscheinlich aus den Worten Ach, das auf die im Tobel verlaufende Schwarzach Bezug nimmt, und Rain für eine Geländekante zusammen. Stetig ansteigend verläuft die Achrainstraße durch das Dornbirner Berggebiet und durchquert dabei zahlreiche zur Stadt Dornbirn gehörende Bergparzellen wie etwa Knie, Ruschen, Kreuzen, Adelsgehr und Winsau.
Mit der Überquerung des Stauder Bachs erreicht die Achrainstraße schließlich bei der Parzelle Stauder das Gemeindegebiet der Bregenzerwälder Gemeinde Alberschwende. Auf für den vorderen Bregenzerwald typischem, leicht hügeligem Terrain führt die Achrainstraße in der Folge annähernd geradlinig durch die zu Alberschwende gehörende Parzelle Schwarzen ins Ortszentrum von Alberschwende. Dort trifft die Achrainstraße auf die Bregenzerwaldstraße (L 200), die die Hauptverkehrsachse für den Individualverkehr im Bregenzerwald darstellt. Außerdem zweigt an derselben Kreuzung, an der die Achrainstraße auf die Bregenzerwaldstraße trifft, im Ortszentrum von Alberschwende auch die Bucher Straße (L 14) in die Bregenzerwaldstraße ein.

## Geschichte
Der Bau des heute als Achrainstraße bezeichneten Straßenabschnitts vom Haselstauder Ortszentrum über den Achrain nach Alberschwende wurde 1884 begonnen, und am 30. September 1885 konnte die neue Straße erstmals mit einem Fuhrwerk befahren werden. Die Straße wurde im Jahr 1886 fertiggestellt und war zunächst Teil der Mittelwälder Konkurrenzstraße. Ab 1939 war die Straße Teil der Landesstraße I. Ordnung Nr. 10, mit Einführung des Bundesstraßengesetzes 1948 wurde sie Teil der deckungsgleichen Bundesstraße 200, also der Bregenzerwaldstraße. 
Den Namen Achrainstraße trägt die Strecke erst seit der Fertigstellung des Achraintunnels im Jänner 2009, der die direkte Erreichbarkeit von Alberschwende von der Rheintal/Walgau Autobahn aus ermöglicht. Bis dahin war die Verbindung über die heutige Achrainstraße die Hauptverkehrsroute in den Vorderen Bregenzerwald vom Rheintal aus und Teil der (bis zum Jahr 2002 als Bundesstraße geführten) Bregenzerwaldstraße (L 200). Heute verläuft die Bregenzerwaldstraße vom Kreisverkehr mit der L 190 im Dornbirner Ried an der Gemeindegrenze zwischen Dornbirn und Schwarzach entlang bis zum Achraintunnel und durch diesen weiter zum Schwarzachtobel mit Einmündung ins Alberschwender Ortsgebiet.
Ursprünglich war im Landesstraßenbauplan die Bezeichnung Landesstraße 49 für eine geplante „Dörferstraße“ als Verbindung von Bregenz-Rieden über Wolfurt nach Schwarzach vorgesehen gewesen. Diese Verbindung wurde jedoch nie realisiert, sodass die Nummer L 49 schließlich im Jahr 2009 mit Umlegung der Bregenzerwaldstraße auf die neue Trasse an die Achrainstraße vergeben werden konnte.